# Донецький вугільний басейн
Донецький вугільний басейн (скорочено Донецький басейн, Донбас) — найбільший вугільний басейн в Україні, на базі якого виріс промисловий регіон Донбас.
Басейн головною частиною розташований в Луганській, Донецькій та Дніпропетровській областях, частково у Полтавській та Харківській, а також у Ростовській області Росії. Площа басейну — близько 60 тис. км² (650 × 200 км), у тому числі в межах України 50 тис. км². Донецький кам'яновугільний басейн є складовою частиною найбільшої на Європейському континенті рифтогенної структури — Дніпровсько-Донецької западини. У центральній частині басейну розташований Донецький кряж — найбільш піднесена частина Лівобережної України.
Донецький вугільний басейн в промислових масштабах розробляється з кінця XVIII століття. Першу шахту в Донецькому вугільному басейні збудовано в Лисичанську 1796 року. Від того часу було видобуто понад 8 млрд тонн вугілля. Найбільшого рівня видобутку досягнули в 1970 році, коли видобуток становив 177,8 млн т/рік. Видобуток ведеться на глибині 400—800 м, а на 35 шахтах — на глибині 1000—1300 м. Станом на 2000 рік, розвідані запаси промислових категорій вугілля оцінювалися в 57,5 млрд тонн, і перспективні ще 18,3 млрд тонн.
Найбільші промислові центри: Донецьк, Луганськ, Горлівка, Кадіївка, інші.
Донбас також має значні запаси геотермальної енергії.

## Назва
Назву «Донецький басейн», скорочено «Донбас» дав Ковалевський Євграф Петрович, гірничий інженер із Харкова, який виконав перше стратиграфічне і геологічне дослідження Донбасу і подав першу карту залягання вугільних пластів Донбасу (початок ХІХ ст.).
Інколи Донбас помилково називають Донщиною.

## Загальна характеристика
Відкритий в 1720-х роках; промислове освоєння з кінця 19 століття.
Площа — близько 60 тис. км².
Сумарні запаси до глибини 1800 м — 140,8 млрд т[коли?].
У вугленосній товщі кам'яновугільного періоду — до 300 пластів; середня потужність робочих пластів — 0,6—1,2 м.
Вугілля кам'яне — Д—Т (78 %), антрацити (22 %) (теплота згоряння — 21,2—26,1 МДж/кг).
Основні центри видобутку: Донецьк, Покровськ, Макіївка, Лисичанськ, Горлівка, Павлоград і ін.
Великий центр вугільної промисловості, чорної і кольорової металургії України.

## Історія освоєння родовищ Донбасу
Гірнича історія Донбасу дуже давня. Ще в неоліті, наприкінці кам'яної доби (IV—III тис. до н. е.) тут виник один із найбільших у Східній Європі центр по видобутку і обробці головного мінералу первісної людини — кременю, з якого виготовляли предмети праці та зброї.
Наступним — вже у пізньому середньовіччі — було масштабне видобування солі.
Відкриття вугільних родовищ на Донбасі тривалий час датувалося історичною наукою 1722 роком, а честь першовідкривача приписувалася російському рудознатцю Григорію Капустіну, який немов би виявив пласти вугілля над річкою Кундрючою та в урочищі Оленячі гори на околиці сучасного м. Лисичанська. За новими даними (В. І. Подов, м. Луганськ, 1991), розвідка кам'яного вугілля на Донбасі велася в кінці другого десятиліття XVIII століття під керівництвом ландрата (радника Київської губернії з використання природних ресурсів) Микити Вепрейського та управляючого Бахмутськими соляними промислами і коменданта Бахмутської фортеці Семена Чиркова за допомогою місцевих козаків, які, використовуючи вугілля в побуті, і вказали на місце виходу вугільних пластів на поверхню в районі річки Біленької (притоки річки Лугані). В кінці 1721 р ними були зібрані зразки кам'яного вугілля і руди і направлені до камерколегії у С.-Петербурзі з метою його випробування і відповідних аналізів.

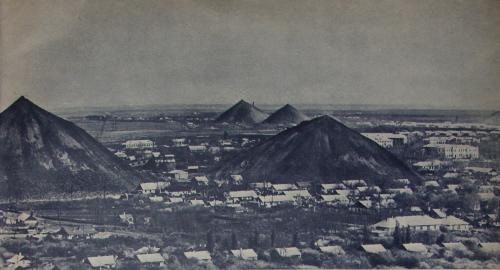
Типовий пейзаж на Донбасі

На кінець XVIII століття було накопичено достатній вітчизняний досвід розвідки і розробки вугілля викопного. Однак розміри його видобування у XVIII столітті були ще незначні, і лише під кінець століття в зв'язку з будівництвом Луганського чавуноливарного заводу видобуток вугілля зріс.
З 1795 року почалася історія міст Луганська (де під керівництвом шотландського інженера Карла Гаскойна почав створюватися Луганський чавуноливарний завод), Лисичанська (де в Лисячій балці почалося промислове видобування вугілля) і всього Донецького басейну — Донбасу, який в уяві кількох поколінь людей ідентифікується, перш за все, як шахтарський край.
Започаткована в Лисячій балці (нині Лисичанськ), що прорізає високий правий корінний берег Сіверського Дінця, перша копальня почала давати вугілля в 1796 році. Першими шахтарями Донбасу стали кріпаки з російських Липецького та Олександрівського заводів. Частина з них видобувала вугілля, а інші будували примітивні казарми та землянки, де селилися гірники. Так починалося перше шахтарське селище, що кілька десятиліть називалося Лисячою Балкою (або Байраком), а в 1830-х роках отримало сучасну назву — Лисичанськ.
До 1802 року лисичанські вугільні розробки були єдиними казенними копальнями на Донбасі. За перше десятиліття свого існування (1796—1806 роки) тут було видобуто понад 36 тис. т вугілля (нині в Україні стільки добувають у середньому кожні сім годин), що становило понад 90 % всього видобутого у Донецькому басейні вугілля. Дві третини видобутого вугілля кіньми возили за 100 км до Луганського заводу, а решту продавали або використовували на місці.
Вже давно в Лисичанську на схилах Сіверського Дінця не рубають вугілля і лише пам'ятний знак на честь відкриття першої вугільної копальні Донбасу, встановлений у Лисячій балці в 1960 році, нагадує, що саме тут був започаткований один із найбільш розвинутих промислових районів сучасної України.
На початку XIX століття при цьому заводі відкривається перша в Україні Гірничозаводська школа. У 1827 році випускник Гірничого кадетського корпусу у Санкт-Петербурзі гірничий інженер із Харкова Євграф Ковалевський (1790 чи 1792, Харків — 1867, С.-Петербург) виконав перше наукове стратиграфічне і геологічне дослідження Донбасу. Йому ж належить назва «Донецький басейн» від чого згодом було утворено скорочення «Донбас». Процес становлення вугільної промисловості в Україні радикально активізувався після скасування кріпацтва і на початку розвитку капіталізму під кінець XIX століття.

## Геологія

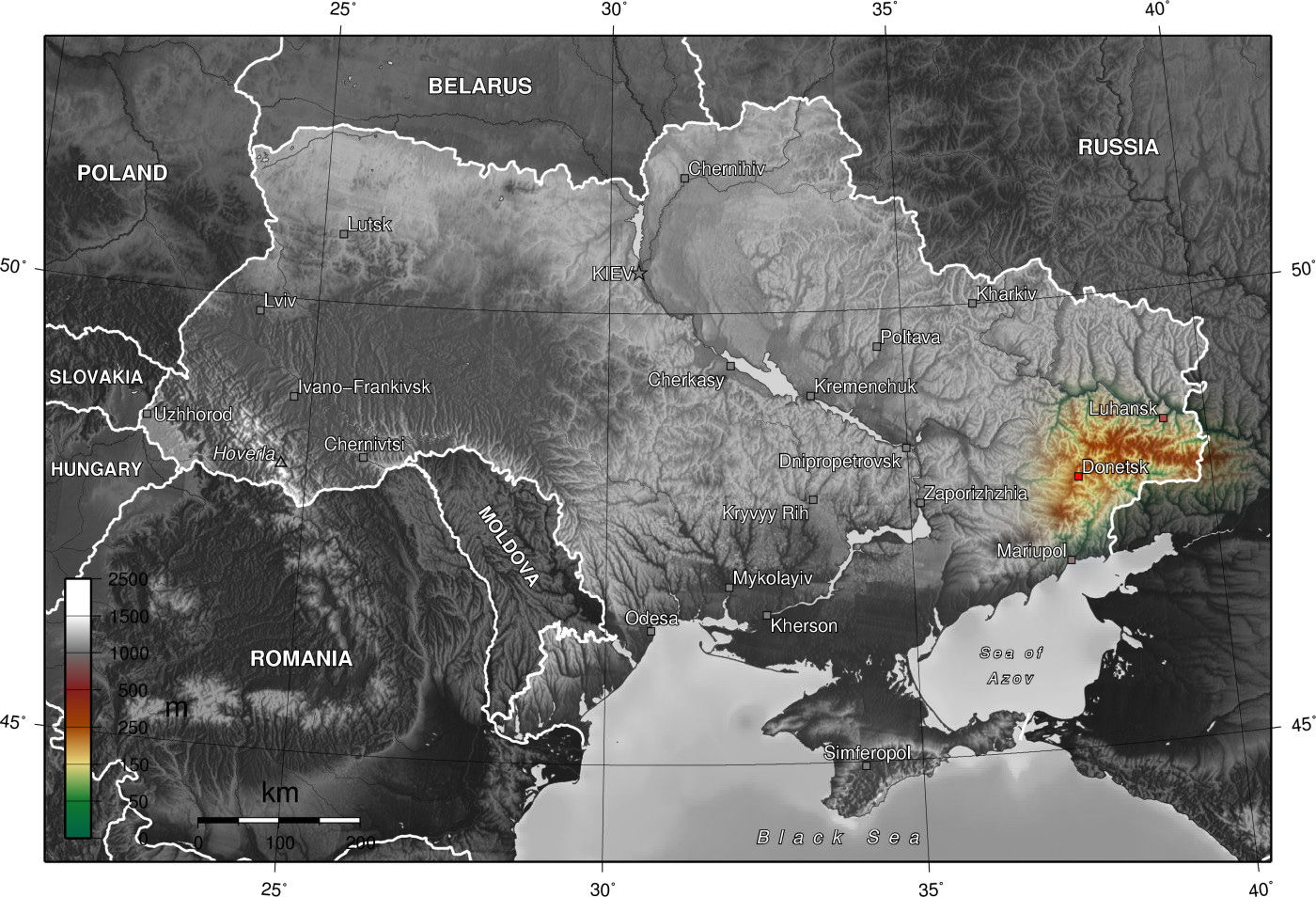
Донецький кряж

Донецький вугільний басейн утворився на затоках і лиманах давно неіснуючого моря. Це море займало всю східну половину європейської частини Росії і захід азійської її частини, розділяючись між ними суцільним масивом Уральського хребта і врізаючись на захід вузькою, сильно витягнутою Донецькою затокою в материк. Як пам'ятки давно зниклого моря, до нашої епохи збереглися порівняно невеликі резервуари, наповнені морською водою, моря Каспійське і Аральське. У місцях, що оголилися, утворилась могутня товща вапняку з тих, що мешкали на дні моря раковин. Береги моря були покриті пишною рослинністю, властивою кам'яновугільному періоду: жахливими сигилляріямі, гігантськими хвощами, деревоподібними папоротями, стрункими лепідодендронамі і каламітами. Залишки цих рослин, вельми багатих клітковиною, вистилали дно мілководої затоки, перемежаючись із піском і мулом, починали гнити і в результаті тління, тисячоліття, що продовжувалося, перетворювалися на торф, кам'яне вугілля і антрацит.
З часу виходу з-під вод кам'яновугільного моря товща Донецьких відкладень тричі знову опинялася під хвилями морів — протягом юрського, крейдяного і третинного періодів. Кожне наступне море розмивало нерівності поверхні, заповнюючи своїми відкладеннями западини, сприяючи, таким чином, поступовому вирівнюванню поверхні. Врешті-решт, від гірських ланцюгів, які перерізували місцевість, залишилися тільки їх широкі основи у вигляді кряжів. Ряд цих кряжів перетинає басейн із північного заходу на південний схід, засвідчуючи положення розмитих гірських ланцюгів. Найзначніший із цих кряжів, так званий головний перелом, або Донецький кряж. Спільною діяльністю протягом цілих геологічних періодів процесів розмиву та кряжеутворення поверхня Донецького басейну приведена до свого сучасного вигляду, відома під назвою «Плато розмиву».
Басейн є синклінорієм субширотного простягання, ускладненим складчастими і розривними порушеннями. У основі його залягають докембрійські магматичні і метаморфічні породи різного складу, перекриті девонськими вапняками з морською фауною, глинистими сланцями, пісковиками, конґломератами, вулканічними туфами, іноді порфіритами. Вище лежить потужна товща кам'яновугільних порід, що містить до 330 вугільних пластів і прошарків, потужність більшості яких становить 0,30…0,45 м. Загальна потужність палеозойських та мезозой-кайнозойських вулкано-генно-теригенних відкладів сягає 22 км. Головним вугленосним утворенням є теригенно-вугленосна формація, до якої належить грандіозна товща теригенних, переважно піщано-глинистих порід із прошарками вапняків і вугілля карбонового періоду.
Гірські породи складені аргілітами, алевролітами, пісковиками, вапняками і вугіллям, що циклічно перешаровуються. Їх накопичення відбувалося в морських, континентальних і перехідних умовах. На значній частині площі басейну кам'яновугільні відклади виходять під четвертинні утворення, на іншій частині вони перекриті відкладами пермі, тріасу, юри, крейди, палеогену і неогену різного складу і генезису: вапняками, мергелями, глинистими і алевролітовими породами, пісковиками і пісками. Вугілля гумусове, автохтонне, за метаморфізмом — від бурого до антрацитів. На західній і північній околицях Донецького вугільного басейна розвідані значні запаси найбільш слабометаморфізованого кам'яного і перехідного до бурого вугілля, яке виявилися солоним.

## Розробка басейну
Донбас поділяється на 30 вугленосних районів:

Схема розташування вугленосних районів Донецького басейну:
1 — Петриківський, 2 — Новомосковський, 3 — Петропавлівський, 4 — Південно-Донбаський, 5 — Покровський, 6 — Донецько-Макіївський, 7 — Амвросієвський, 8 — Торезько-Сніжнянський; 9 — Центральний, 10 — Північно-західні окраїни Донбасу; 11 — Старобільська площа, 12 — Лисичанський; 13 — Алмазно-Мар'ївський; 14 — Селезнівський, 15 — Луганський, 16 — Краснодонський; 17 — Оріхівський; 18 — Боково-Хрустальський; 19 — Должансько-Ровенецький; 20 — Міуський, 21 — Шахтинсько-Несвітаївський; 22 — Задонський, 23 — Суліна-Садкінський; 24 — Гуково-Звєрєвський; 25 — Червонодонецький; 26 — Каменсько-Гундорівський; 27 — Білокалітвенський; 28 — Тадинський; 29 — Міллеровський; 30 — Цимлянський.

Станом на 90-ті роки XX століття сумарні запаси вугілля до глибини 1800 м оцінюються в 140,8 млрд т, з них 108,5 млрд т відповідають кондиціям за потужністю пластів і зольністю. Розвідані запаси промислових категорій вугілля становлять 57,5 млрд, т і перспективні 18,3 млрд т. Серед промислових і перспективних найзначніші запаси (млрд т): антрациту (13,8), газового (27,5), пісного (6,3), коксівного (9,8) вугілля.
За даними на 2000 рік розвідані запаси промислових категорій вугілля Донбасу становлять 57,5 млрд т і перспективні ще 18,3 млрд т. Найбільші запаси газового вугілля — 27,5; запаси антрацитів становлять 13,8; коксівного вугілля — 9,8; пісного — 6,3 млрд т. При річному видобутку 100 млн т цих запасів вистачає на 570 років. Ресурси метану у вугільних пластах становлять 491 млрд м³, а за межами діючих шахт — 592 млрд м³. Ресурси вільного метану у вмісних породах становлять 37,65 млрд м³.
Донецький кам'яновугільний басейн експлуатується з 1796 року. Від цього часу тут було видобуто понад 8 млрд т вугілля; запаси, які тут залишилися — більше 90 млрд т. Найбільшого рівня видобуток кам'яного вугілля в Україні досяг у 1970 році і становив 177,8 млн т/рік.
Розробляють 65 пластів, глибина розробки в багатьох шахтах досягає 1100 м.
Видобувні роботи ведуть на глибині 400—800 м, а на 35 шахтах — на глибині 1000—1300 м. Пласти і прошарки вугілля розташовуються через 20—40 м один від одного (у східній частині басейну — через 100 м). Потужність пластів 0,6—1,2(2,5) м. У розрізі карбону нараховується до 300 пластів і пропластків вугілля, потужністю 0,45—2,5 м. У Донецькому вугільному басейні виділені всі основні марки вугілля — довгополум'яне (Д), газове (Г), газове жирне (ГЖ), жирне (Ж), коксівне (К), опіснене-спікливе (ОС), пісне (П), слабкоспікливе (СС) і антрацити (А), а також перехідне вугілля від бурого до довгополум'яного. Петрографічний склад вугілля досить однорідний. Вугілля Донецького вугільного басейну належить до класу гумітів іноді з сапропелево-гумусовими прошарками. Вугілля нижнього відділу карбону — спорові дюрено-кларени. Пересічна зольність вугілля 13—15 %, теплотворна здатність 30—36 МДж/кг. Середня теплота згорання товарного робочого палива 21—26 МДж/кг. Вугілля малофосфористе, від мало- до високосірчистого. Всі пласти (за винятком суперантрацитів) газоносні починаючи з глибини 150—500 м (нижче зони газового вивітрювання). Причому вміст вуглеводневих газів у вугіллі настільки великий, що Донецький вугільний басейн можна розглядати як велике газове родовище зі специфічними умовами розподілу газів. Геологічні запаси вуглеводневих газів, що містяться у вугільних пластах і пропластках, перевищують 2,5 трлн. м³. Гірничо-геологічні умови складні: 95 % шахт Донецького вугільного басейну — газові, 70 % — небезпечні за вибухами вугільного пилу, 45 % — небезпечні за газодинамічними явищами, 30 % — небезпечні за самозайманням вугілля.

## Інші корисні копалини Донбасу
Крім вугілля, Донецький вугільний басейн багатий і на інші корисні копалини. У північно-західніій частині Донбасу відоме Шебелинське родовище природного газу.
До пісковиків карбону приурочене Микитівське стибій-ртутне родовище, до пермських — родовище кам'яної солі (Бахмут), поблизу мм. Слов'янськ і Лисичанськ відомі промислові поклади крейди, в Амвросієвському районі — крейдяні мергелі, що є цементною сировиною, у Волновахському і Старобешівському районах — родовища флюсових вапняків і доломіту, поблизу Часового Яру родовища вогнетривких глин, кварцового і формовочних пісків, у Волновахському районі — алмазів і т. д.

### Метан вугільних родовищ Донбасу
У Донецькому басейні метаноносність кам'яного вугілля коливається в межах 0,5—25 м³/т, антрацитів до 35—40 м³/т. Ресурси метану в розвіданих кондиційних вугільних шарах до глибини 1800 м коливаються в межах 450—550 млрд м³. У бокових породах акумульовано в 1,5—2 рази більше вуглеводних газів, ніж у вугільних шарах, тобто в них не менше 1,5—2 трлн м³ метану. З урахуванням Львівсько-Волинського басейну можна вважати, що вугільні родовища України містять 2,5—3,0 трлн м³ газу.
Для прогнозування метаноносності вуглепородного масиву створене унікальне устаткування, яке дозволяє на реальних зразках вугілля і гірських порід одержувати будь-який напружений стан (у тому числі і нерівнокомпонентний), що відповідає глибині залягання до 10 км. На зазначеному устаткуванні вивчена ефективна поверхнева енергія вугілля, його поведінка в об'ємному нерівнокомпонентному полі стискаючих напруг і закономірності фільтрації метану через вугільну речовину для глибини до 3 км.
На великих глибинах за рахунок нерівнокомпонентності поля чи напруг утворюється додаткова тріщинуватість, рівнозначна максимальній головній напрузі, за якою відбувається фільтрація метану. Для поліпшення метановидалення з вугілля масив необхідно обробляти хімічно активними речовинами чи витісняти адсорбований метан поверхневоактивними речовинами.
Теоретично й експериментально доведено, що метан у викопному вугіллі знаходиться в трьох станах: вільному в транспортних і закритих каналах і порах (в останні він попадає унаслідок твердотільної дифузії), адсорбований на їхній поверхні і розчинений в органіці вугільної речовини. З врахуванням метану, який знаходиться в закритих порах і розчинений в органіці вугіллі, його кількість у вугіллі, підрахована на спектрометрах ЯМР, повинна бути в 1,6 раза більше кількості, підрахованого за стандартними методиками. На підставі цього вугільні родовища Донбасу варто вважати вуглегазовими.
Газова зональність Донбасу сформувалася в два етапи.
- Перший етап — доінверсійний період розвитку басейну — характеризується потужним осадонакопиченням з інтенсивним процесом газогенізації і формуванням первинної вертикальної газової зональності, що відображає газопродукуючі здатності вугленосної товщі і ступінь насичення вугілля і самих газів у залежності від існуючих термодинамічних умов.
- Другий етап — період геологічного розвитку прогину — характеризується інтенсивним перерозподілом газів в осадовій товщі басейну і руйнуванням первинної газової зональності з трансформуванням її в сучасну вертикальну і площинну зональність. Вона обумовлена закономірними змінами колекторських властивостей вмісних порід.

Незважаючи на значні запаси метану у вуглегазових родовищах, добування його з використанням традиційних технологій видобутку, застосовуваних у газодобувній галузі, практично неможливе через особливий характер зв'язку метану з вугільною речовиною в порівнянні зі зв'язками природного газу з газомісткими породами.
До останнього часу ставлення до метану, який виділяється при розробці вуглегазових родовищ, було однозначним — він «ворог», вилучення його, за невеликими виключеннями, визначається вимогами техніки безпеки. Аналіз діяльності об'єднання «Донецьквугілля» за останні 10 років показав, що з 4,5 млрд м³ метану, що виділився при видобутку вугілля, 80 % викинуто в атмосферу системами вентиляції шахт, 18 % коптовано системами підземної дегазації і 2 % видобуто через свердловини, пробурені з поверхні. Метан, що міститься у вентиляційній суміші, поки що не знайшов застосування в енергетичних цілях. У коптованій метаноповітряній суміші його концентрація досягає в деяких шахтах 60 %, але частіше — нижче 25 %, через що використання такого метану в енергетиці не перевищує 9 % загальної кількості. Збільшення його частки в найближчій перспективі пов'язано з технологіями, що дозволяють одержати газ із великою концентрацією метану.

## Західний Донбас
Західний Донбас — вугільний район України, у межах Дніпропетровської і Харківської областей, частина Донецького кам'яновугільного басейну. Виявлено близько 40 пластів із робочою потужністю 0,6—1,6 м, що залягають на глибині 400—1800 метрів. Вугілля високоякісне, легко збагачується. Західний Донбас розвідано у 50—60-х роках XX століття.

## Східний Донбас
Східний Донбас — вуглевидобувний регіон, російська частина Донецького кам'яновугільного басейну. Розташований у північно-західній частині Ростовської області та прилеглих районах України (схід Луганської області).